# Chuck Reed
Pour les articles homonymes, voir Charles Reed et Reed.
Charles Rufus « Chuck » Reed (né le 15 août 1948 à Garden City au Kansas) est un juriste et homme politique américain. Il est le maire de la ville de San José de 2007 à 2014. Son successeur est Sam Liccardo.
Il a été élu en 2006, et succède à Ron Gonzales (en) qui était en fin de mandat. Son slogan de campagne était « no lying, no cheating, no stealing. ».